# Harmony (Caroline du Nord)
Pour les articles homonymes, voir Harmony.
Harmony est une ville américaine située dans le comté d'Iredell dans l'État de Caroline du Nord.  Sa population s’élevait à 531 habitants lors du recensement de 2010, estimée à 563 habitants en 2016.

## Démographie
| 1930 | 1940 | 1950 | 1960 | 1970 | 1980 |
| ---- | ---- | ---- | ---- | ---- | ---- |
| 337  | 348  | 374  | 322  | 377  | 470  |

| 1990 | 2000 | 2010 | - | - | - |
| ---- | ---- | ---- | - | - | - |
| 431  | 526  | 531  | - | - | - |

## Source de la traduction
- (en) Cet article est partiellement ou en totalité issu de l’article de Wikipédia en anglais intitulé « Harmony, North Carolina » (voir la liste des auteurs).